# Beata Grobelna
Beata Dorota Grobelna (ur. 3 czerwca 1968 w Gdańsku) – doktor habilitowany nauk chemicznych, profesor Uniwersytetu Gdańskiego.

## Życiorys
W latach 1983–1988 uczęszczała do Technikum Przemysłu Spożywczego i Chemicznego w Gdańsku. W 1993 ukończyła studia magisterskie z chemii na Wydziale Chemii Uniwersytetu Gdańskiego. W 1998 uzyskała stopień naukowy doktora nauk chemicznych na podstawie dysertacji napisanej pod kierunkiem prof. Andrzeja Kłonkowskiego pt. Kompleksy metali przejściowych na kserożelach tlenkowych jako prekursory katalizatorów heterogenicznych. Jest także absolwentką studiów podyplomowych z zakresu Kosmetologii na Wydziale Biotechnologii i Nauk o Żywności Politechniki Łódzkiej, które odbyła w ramach doskonalenia zawodowego w 2008 roku. Trzy lata później odbyła staż w Stanach Zjednoczonych w Center for Commercialization of Fluorescence Technologies at the University of North Texas, Health Science Center at Fort Worth. W 2014 otrzymała stopień naukowy doktora habilitowanego nauk chemicznych na podstawie rozprawy pt. Nowe materiały luminezujące oparte na kserożelach tlenkowych domieszkowanych solami lantanowców – otrzymywanie oraz badanie właściwości luminescencyjnych.
Zakres badań naukowych Beaty Grobelnej obejmuje obszar inżynierii materiałowej oraz nanotechnologii chemicznej. Jej zainteresowania związane są z metodami otrzymywania nowych materiałów hybrydowych nieorganicznych oraz organiczno-nieorganicznych w formie litej oraz nanowarstw domieszkowanych jonami lantanowców i związkami o charakterze biologicznym. Od 2015 zatrudniona jest na stanowisku profesora nadzwyczajnego UG. Ma na swoim koncie ponad 60 publikacji oraz ponad 200 odczytów na konferencjach i sympozjach naukowych.
W swojej karierze naukowej B. Grobelna pełniła rożne funkcje na Wydziale Chemii Uniwersytetu Gdańskiego. W latach 2009–2016 była pełnomocnikiem dziekana ds. współpracy z pracodawcami oraz Wydziałowym Koordynatorem Bałtyckiego Festiwalu Nauki. Od grudnia 2013 roku pełni funkcję kierownika Zespołu Chemii i Analityki Kosmetyków. W latach 2016–2020 zajmowała stanowisko prodziekana do spraw kształcenia i rozwoju. Od 2020 jest dziekanem Wydziału Chemii UG.
Od 2012 jeest członkinią Polskiego Towarzystwa Chemicznego, od 2016 Gdańskiego Towarzystwa Naukowego.

## Nagrody i odznaczenia
- Nagroda im. Krzysztofa Celestyna Mrongowiusza dla najlepszego nauczyciela UG (2011)
- Brązowy Krzyż Zasługi (2020)[8][9]
- Medal 100-lecia Towarzystwa Przyjaciół Nauki i Sztuki w Gdańsku, Gdańskiego Towarzystwa Naukowego, Gdańskiego Towarzystwa Przyjaciół Sztuki (2022)

Źródło:.